# شهرستان کوژنرسکی
شهرستان کوژنرسکی (به لاتین: Kuzhenersky District) یک شهرستان در روسیه است که در ماری ال واقع شده‌است.